# Benton (Illinois)
Benton é uma cidade localizada no estado americano de Illinois, no Condado de Franklin.

## Demografia
Pelo censo americano de 2000, a sua população era de 6880 habitantes. Em 2006, foi estimada uma população de 6952, um aumento de 72 moradores (1.0%).

## Geografia
De acordo com o United States Census Bureau tem uma área de 
14,3 km², dos quais 13,9 km² cobertos por terra e 0,4 km² cobertos por água.

## Localidades na vizinhança
O diagrama seguinte representa as localidades num raio de 12 km ao redor de Benton. 